# Carbala
Carbala ou Querbela (em árabe: كربلاء; romaniz.: Karbala, Kerbala ou Kerbela) é uma cidade do Iraque, localizada cerca de 85 quilômetros a sudoeste de Bagdá. É capital da província homônima e segundo censo de 2015 havia 690 100 residentes.

## História
A cidade é mais conhecida como sítio da Batalha de Carbala, em 680, na qual Huceine, filho do califa Ali (r. 656–661) e parente do profeta Maomé, foi morto por um destacamento das forças do califa Iázide I (r. 680–683) enquanto se dirigia a Cufa. Ela é uma cidade sagrada para os  xiitas e nela existe a Mesquita do Imame Huceine, dedicada ao falecido, bem como outra mesquita dedicada a seu meio-irmão Abas ibne Ali. Outra grande batalha aconteceu na cidade em 2003.